# Joe Haverty
Joseph Haverty detto Joe (Dublino, 17 febbraio 1936 – Londra, 7 febbraio 2009) è stato un calciatore irlandese, di ruolo ala.

## Carriera
Haverty iniziò a giocare nell'Home Farm e nel St. Patrick's Athletic prima di trasferirsi all'Arsenal nel luglio del 1954. Debuttò subito con i Genners a 18 anni, giocando il 25 agosto 1954 contro l'Everton, collezionando 7 presenze nella prima stagione a Londra e 8 in quella seguente. Nel 1995 debuttò anche nella Nazionale irlandese, il 10 maggio contro i Paesi Bassi, dopo che in precedenza aveva fatto parte della Nazionale Under-21.
Nella stagione 1956-1957 divenne l'ala sinistra titolare disputando 32 partite e segnando 9 gol. Haverty fece parte anche della London XI che partecipò alla prima edizione della Coppa delle Fiere nel 1958, nella quale segnò una rete contro il Losanna in semifinale (3-2 in totale per gli inglesi) ma non disputa le finali perse contro il Barcellona (6-1 tra andata e ritorno).
Dei problemi alla schiena gli impedirono di disputare diverse partite dell'Arsenal, riuscendo comunque a scendere in campo nella stagione 1959-1960, nelle quali realizzò 8 gol. Tuttavia la stagione seguente in diverse occasioni dovette cedere il posto di titolare sulla fascia sinistra ad Alan Skirton. Haverty non rimase soddisfatto delle esclusioni dalla squadra titolare e decise di chiedere di essere ceduto, passando così al Blackburn nell'agosto del 1961. In totale Haverty disputò 122 partite con l'Arsenal, nelle quali realizzò 26 reti.
Haverty trascorse una sola stagione al Blackburn prima di andare a giocare nelle serie minori con il Millwall e il Bristol Rovers, intermezzate da una parentesi al Celtic. Tornò in Irlanda nello Shelbourne, con cui ottenne la sua settima e ultima convocazione in Nazionale. Nel 1967 si trasferì negli Stati Uniti dove giocò per i Chicago Spurs, con cui ottenne il terzo posto della Western Division della NPSL, non qualificandosi per la finale della competizione.
La stagione seguente Haverty, a seguito del trasferimento degli Spurs a Kansas City, gioca nei Kansas City Spurs con cui giunge alle semifinali della neonata NASL.
Ritornò in patria nel 1969 firmando per lo Shamrock Rovers, con cui disputò 2 partite nella Coppa delle Coppe.